# Albanofobija u Srbiji
Albanofobija u Srbiji ili protualbanski osjećaji široko su rašireni u Srbiji. Mržnja prema Albancima je najčešće povezana sa srpsko-albanskim sukobom.
Albanofobija se ogleda u negativnim stereotipima, predrasudama i diskriminaciji prema pripadnicima albanskog naroda. Albanofobija može poprimiti i oblik rasizma ako je povezana s uvjerenjem da su Albanci neka vrsta niže rase. Protu-albanski osjećaji ogledaju se i u uporabi naziva Šiptari, koji se zbog negativne konotacije u srpskom jeziku smatra uvredljivim.
Tijekom povijesti, brojni srpski intelektualci su predlagali razne protualbanske projekte, između ostalih: Jovan Cvijić, Vasa Čubrilović, Ivo Andrić i drugi.

## Povijest

### Kneževina Srbija
Početci protualbanske propagande u Srbiji sežu s kraja 19. stoljeća i vezani su za interesima srpske države na teritorije Osmanskog Carstva naseljene Albancima. Nakon srpsko-turskog rata i teritorijalnih proširenja Kneževine Srbije 1878. godine, dolazi do masovnih prisilnih iseljavanja Albanaca iz novopripojenih krajeva (prvenstveno iz Topličkog okruga, nekada naseljenog Albancima) i spaljivanja albanskih sela i gradskih četvrti. Iako su se mnogi srpski uglednici tada protivili izgonu albanskog stanovništva, predsjednik srpske vlade Milan Piroćanac je povodom toga izjavio: “ako bismo ih ostavili ovdje, zadali bi nam nevolje”.
Daljnji rast antialbanskih osjećaja povezan je s vanjskopolitičkim pretenzijama Srbije zacrtanim u Načertaniju, na područje Kosova, zapadne Makedonije i sjeverne Albanije, koje su bile naseljene pretežito albanskim muslimanskim življem. Srpski autori prikazuju Albance kao nasilnike i uzurpatore, potencirajući njihove zločine nad Srbima tijekom osmanskog razdoblja. Oni albansko stanovništvo u Novopazarskom Sandžaku, Kosovu i Makedoniji predstavljaju kao pustonosnu rijeku koja se izlila iz svoga korita i koju će Srbija vratiti u granice tzv. "prave Albanije".

### Kraljevina Srbija
Početkom 20. stoljeća albanofobija u Srbiji je počela rasti, usko vezana uz vanjskopolitički cilj Kraljevine Srbije za izlazak na Jadransko more (luka Drač) preko albanskog teritorija. Argumente o izlasku Srbije na more preko Albanije u to su vrijeme zastupali mnogi srpski političari i intelektualci. Ugledni srpski znanstvenik Jovan Cvijić branio je pravo Srbije na sjevernu Albaniju usprkos nesrpskom stanovništvu.
Cvijić je opisivao kosovske i sjeverne Albance kao mješance, albanizirane Srbe, odnosno prikrivene Srbe, koji su samo prividno oponašali prave Albance, čime je relativizirao njihovu etničku prednost i podupirao pretenzije srpske države na njihovu zemlju. Između 1906. i 1918. izradio je seriju zemljovida kojima su pravdane rastuće srpske pretenzije na albanske krajeve. Cvijićevi etnografski zemljovidi objavljeni 1906., 1909. i 1913. godine međusobno se razlikuju i pratili su vanjskopolitičke potrebe srpske države. Na zemljovidu iz 1909. godine značajno je smanjeno prisustvo Albanaca na Kosovu i zapadnoj Makedoniji u odnosu na prethodnu iz 1906. godine. Na zemljovidu iz 1913. godine prisustvo Albanaca se “dramatično smanjilo”, čak i u Sjevernoj Albaniji.
Velikosrpska propaganda je kontinuirano prikazivala Albance nesposobnima za upravljaje samima sobom, odnosno prikazujući ih kao divlji element koji treba biti iskorijenjen. U širenju predrasuda prema Albancima prednjačio je dr. Vladan Đorđević (1844. – 1930.), tadašnji predsjednik srpske vlade. On je prikazivao Albance kao divljake koji nemaju povijest, kao "europske crvenokošce" "koji spavaju u drveću za koje su prikačeni repovima". On je predlagao Europi da ne propusti priliku da “podijeli ove nedisciplinirane ljude između Srbije, Grčke i Crne Gore”. Vlada Kraljevine Srbije smatrala je da Albanci uopće nisu narod, već međusobno posvađena plemena, bez zajedničkog jezika, pisma i vjere. Smatralo se da bi tek kolonizatorskim utjcajima, odnosno uključenjem Albanaca i njihovih teritorija u srpsku državu, bilo omogućeno njihovo obučavanje za civiliziran život. Srpski tisak širio je stereotipe o Albancima kao o "divljacima" nesposobnim za samostalan državni život. Čak i mnogi srpski znanstvenici su, prije nastanka nezavisne Albanije 1912. godine, pokušavali dokazati nesposobnost Albanaca za stvaranje vlastite države, tvrdeći da albanska plemena nemaju potrebu za državom ni sposobnost da se konstituiraju u naciju te im je stoga potrebno tutorstvo. Istaknuti srpski socijaldemokrat Dimitrije Tucović se u svojoj knjizi Srbija i Arbanija kritički razračunava s ovakvim rasističkim gledištima srpskih političara.
Uoči Prvog balkanskog rata kralj Petar I. Karađorđević je 18. listopada 1912. godine izdao proglas u kojem kaže da će njegova vojska donijeti "slobodu, bratstvo i jednakost" ne samo Srbima nego i Albancima, nakon čega je srpska vojska krenula u osvajanje Albanije, čineći nad albanskim stanovništvom brojne zločine.

### Kraljevina Jugoslavija
Tijekom razdoblja Kraljevine Jugoslavije, diskriminacija albanskog stanovništva je predstavljala i politiku države. Beogradska vlada je raznim mjerama nastojala izmijeniti etničku strukturu Kosova i Metohije. Tisuće albanskih obitelji nasilno je deportirano u Tursku. Istodobno, beogradska vlada je vodila program kolonizacije Kosova, dajući prednost Srbima, a pogotovo bivšim vojnicima ili pripadnicima četničkih odreda.
Dr. Vasa Čubrilović, srpski akademik i političar, albanska naselja slikovito opisuje kao "klin koji se duboko zario u naše zemlje". On je 1937. godine napisao memorandum za Stojadinovićevu vladu kojim predlaže rješavanje "albanskog problema" totalnim etničkim čišćenjem Kosova od Albanaca. Čubrilović smatra da je "imperativna dužnost" države ne dopustiti da njeno važno strateško zemljište u rukama drži "nama neprijateljski i strani elemenat". Čubrilović kritizira dosadašnju neučinkovitu srpsku kolonizaciju Kosova i predlaže učinkovitije metode tjelesnog izgona albanskog stanovništva. On smatra kako je osnovna pogreška odgovornih bila to što su na "nemirnom i krvavom" Balkanu htjeli primijeniti zapadne metode u rješavanju etničkih problema. Umjesto toga, on predlaže rješenje problema na balkanski način:
Čubrilović polazi sa stanovišta da je jedini efikasni način rješenja albanskog pitanja - "raseljavanje Arnauta u masi". On predlaže niz sredstava pristiska kojima bi došlo do masovnog iseljavanja. Prvo je stvaranje psihoze, radi čega je potrebno naći agitatore koji će agitirati za iseljavanje. Dodatno je potrebno pridobiti albansko svećenstvo i ljude od utjecaja, ili novcem ili prijetnjama. Drugo sredstvo je pritisak državnog aparata, koji treba do krajnosti iskoristiti zakone, kako bi "što više zagorčio opstanak Arnauta kod nas". U tom cilju, Čubrilović predlaže jugoslavenskoj vladi: kazne, uhićenja, nemilosrdno primjenjivanje svih policijskih propisa, kažnjavanje šverca, sječe šuma, puštanje pasa, gonjenje na kuluk i sva "ona druga sredstva koja je u stanju da iznađe jedna praktična policija". Pored policijskih pritiska, Čubrilović predlaže i privredne: nepriznavanje starih tapija, obustavljanje rada na katastru, nemilosrdno utjerivanje poreza i svih javnih i privatnih dugova, oduzimanje državnih gemajda, ukidanje koncesija, poslovnih dozvola za gostionice, trgovine, zanate, oduzimanje monopolskih dozvola, istjerivanje iz državne, privatne i samoupravne službe, itd. Od sanitetskih mjera predlaže sljedeće: prisilno izvršenje svih propisa po kućama, rušenje zidova i velikih plotova oko kuća, stroga primjena veterinarskih mjera koja će ometati izvođenje stoke na sajmove, itd. Dr. Čubrilović osim toga predlaže i vjerski pritisak u vidu krčenja groblja, zabrane mnogoženstva itd. Pored državnog pritiska, Čubrilović napominje da i "privatna inicijativa" može mnogo učiniti. On predlaže da se kolonistima podijeli oružje i da na Kosovu započne četnička akcija. Dalje zagovara izazivanje sukoba Crnogoraca s Albancima u Metohiji i lokalnih buna koje bi bile "krvavo ugušene najefikasnijim sredstvima". Pored navedenih sredstava pritisaka na stanovništvo, Čubrilović predlaže još jedno sredstvo "koje je Srbija vrlo praktički upotrebila posle 1878. godine - tajno paljenje sela i arnautskih četvrti po gradovima."
Ivo Andrić, veleposlanik Kraljevine Jugoslavije u nacističkoj Njemačkoj, je u siječnju 1939. godine na zahtjev Milana Stojadinovića izradio elaborat podjele Albanije između Jugoslavije i Italije, prema kojem je Srbija trebala dobiti Sjevernu Albaniju i luku Drač. Andrićev elaborat, koji nosi nadnevak 30. siječnja 1939. godine, sačinjen je kao službeni "podsjetnik" o albanskom pitanju za internu uporabu u Ministarstvu vanjskih poslova.

### Drugi svjetski rat
Tijekom ratnog razdoblja, mržnja između Srba i Albanaca je kulminirala. U izvještaju Komande II. četničkog korpusa Draži Mihailoviću četnici izjavljuju da će se boriti protiv Turaka i Albanaca do istrjebljenja i da mržnja na Albance i Turke privlači čak i pristalice komunizma. Mnogi četnici su nakon amnestije u lipnju 1944. godine prišli partizanskim jedinicama, noseći sa sobom neprijateljski stav prema Albancima.
Neposredno nakon oslobođenju Beograda, dr. Vasa Čubrilović predstavio je novim vlastima svoj novi projekt pod nazivom Manjinski problem u novoj Jugoslaviji, ovoga puta predlažući iseljenje svih neslavenskih manjina iz Jugoslavije. Čubrilović najvišem vojnom i državnom vrhu predlaže ekspatrijaciju nekoliko milijuna osoba, što bi, po njemu, riješilo problem manjina u Jugoslaviji. On smatra da Demokratska Federativna Jugoslavija može imati mir i prosperitet samo onda, ako bude etnički čista, i ako rješenjem manjinskog pitanja "jednom za uvijek" ukloni uzroke trvenjima između sebe i susjednih država. Čubrilović smatra da su se sve manjinske skupine u Jugoslaviji (Nijemci, Mađari, Albanci, Talijani, Rumunji) sami odrekli svojih građanskih prava istupajući "otvoreno neprijateljski prema državi u kojoj žive", zbog čega ih treba "ukloniti iz naše države, jer su to i zaslužili".
Čubrilović zaključuje da su "ovi ratovi najpogodniji za rješavanje tih problema". Stoga on predlaže da vojska još u toku ratnih operacija "planski i nemilosrdno" očisti od nacionalnih manjina sve ove krajeve, koji bi potom bili naseljeni "nacionalnim elementom". Čubrilović smatra da će saveznici odobriti ovu akciju nakon što budu uvjereni da su manjine krive za milijunske žrtve Jugoslavena u Drugom svjetskom ratu. Ako potpuno iseljenje ne uspije, Vasa Čubrilović predviđa dotatne mjere, kao što su: oduzimanje svih prava, otvaranje sabirnih logora, oduzimanje njihove imovine, istrjebljenje inteligencije i viših klasa. Čubrilović je svjestan da je potrebno novca i ljudi od povjerenja za taj projekt, ali dodatno i organizacija na institucionalnoj razini, zbog čega predlaže osnivanje posebnog ministarstva, ili barem, „komesarijata pri Ministarstvu poljoprivrede“.

### Razdoblje SFRJ
Nakon Rezolucije Informbiroa 1948. godine, Albanci u Jugoslaviji tretirani su kao neprijateljski element i špijuni Enver Hoxhine Albanije. Posebno surov odnos prema Albancima imao je Aleksandar Ranković, šef državne službe sigurnosti.
Nakon albanskih prosvjeda na Kosovu 1981. godine, u Srbiji započinje organizirana propaganda o genocidu nad Srbima na Kosovu (stvaraju se izvješća o silovanju Srpkinja, iseljavanju Srba i sl.). Srpski nacionalisti iseljavanje Srba s Kosova prikazuju kao rezultat pritiska i uzimaju kao potvrdu da Albanci Srbima čine ogromnu nepravdu u vlastitoj državi. Sredinom 1980-ih, govor mržnje u srpskim medijima se koncentrira na Albance. Uz albansko ime su od sredine 1980-ih rabljene riječi “genocid”, “zulum”, “razbojništvo”, “silovanje”, čime je spominjanje Albanaca i u privatnom govoru steklo negativnu konotaciju. 1985. godine objavljena je Knjiga o Kosovu srpskog povjesničara Dimitrija Bogdanovića čija je osnovna teza da Albanci provode “planski genocid” nad Srbima, a odlikuje je negativni naboj prema Albancima. 1986. godine objavljen je utjecajni Memorandum SANU, koji prosvjede Albanaca na Kosovu 1981. godine naziva „neofašističkom agresijom“ i navodi da se na Kosovu i Metohiji provodi „fizički, politički, pravni i kulturni genocid nad srpskim stanovništvom“. Ovaj memorandum, koji prikazuje Albance kao palikuće, ubojice, silovatelje i nekrofile, je ekspertska komisija Ujedinjenih naroda nekoliko godina kasnije ocijenila kao „sredstvo širenja antialbanskih osjećaja“.
Državni mediji, a posebno Radio-televizija Srbije, su 1980-ih namjerno sijali dezinformacije o zlodjelima nad Srbima na Kosovu, uključujući silovanja Srpkinja, i vodili su kampanju s ciljem da se raširi negativna predstava o Albancima.

### Raspad SFRJ
Od 1990-ih godina, zahvaljujući promidžbi Miloševićevog režima, Albanci postaju najveći srpski „neprijatelji“. Doprinos u širenju albanofobije dala je i Srpska pravoslavna crkva, koja učestalo rabi uvrjedljiv termin Šiptari. Pišući o Albancima, crkveni autori uglavnom naglašavaju njihova zlodjela, opisujući ih kao silovatelje i nasilnike.
Istraživanje javnog mnijenja provedeno 1998. godine u Srbiji je pokazalo da je trećina ispitanika za nasilno rješenje „problema Albanaca“ - 16% ispitanika bilo je za to da se Albanci „očiste“, „izoliraju“ u veliki logor ili „unište atomskom bombom“, a ostalih 17% je predlagalo nasilno iseljenje. Tijekom 1998. i 1999. godine srpske vlasti su provodile kampanju etničkog čišćenja Albanaca s Kosova, poznatu pod nazivom Operacija Potkovica.
Profesorica povijesti na Filozofskom fakultetu u Beogradu Olivera Milosavljević napominje da suvremeni srpski intelektualci pišu o Albancima uglavnom u okviru stereotipa o njihovoj „urođenoj“ mržnji prema Srbima, koja je proizvod njihovih dominantnih „osobina“, „primitivizma“ i „razbojništva“.
Veliki broj tiskanih i elektronskih medija u Srbiji i dalje kontinuirano širi govor mržnje prema Albancima. Inicijativa mladih za ljudska prava, nakon provedenog istraživanja „Slika medijskog izvještavanja o Kosovu u Srbiji“, zaključuje da tiskani mediji o situaciji na Kosovu izvještavaju pristrano i nepotpuno, i da govorom mržnje jačaju već ionako velike predrasude prema Albancima. Po istraživanju Stratedžik marketinga iz 2009. godine, o diskriminaciji i socijalnoj distanci u Srbiji, Albanci su „dosljedno na dnu liste“ u odnosu na druge etničke skupine. Naime, tek 39% građana Srbije smatra da bi Albanci mogli s uspjehom raditi posao učitelja, 34% posao njihovog šefa, 30% posao predsjednika općine i 23% posao predsjednika vlade.

## Vanjske poveznice
O albanofobiji u Srbiji:
- Istraživanje Stratedžik marketinga: Javno mnenje o diskriminaciji i nejednakosti u Srbiji[neaktivna poveznica]
- Olivera Milosavljević: Stereotipi srpskih intelektualaca XX veka o „nama“ i „drugima“
- Vladimir Arsenijević, Naše crnje
- Aleksandar Bošković, Albanci kao metafora  Arhivirana inačica izvorne stranice od 22. studenoga 2008. (Wayback Machine)
- Zef Mirdita, Albanci u svjetlosti vanjske politike Srbije  Arhivirana inačica izvorne stranice od 25. lipnja 2001. (Wayback Machine)

Anti-albanski projekti:
- Vaso Čubrilović: The Expulsion of the Albanians
- Vaso Čubrilović: Manjinski problem u novoj Jugoslaviji
- Ivo Andrić o albanskom pitanju